# جون ويب (منافس ألعاب قوى)
جون ويب (بالإنجليزية: John Webb)‏ هو منافس ألعاب قوى بريطاني، ولد في 21 ديسمبر 1936.

## وصلات خارجية
- جون ويب على موقع أوليمبيديا (الإنجليزية)